# Estación de Pekín Este
La Estación de ferrocarril Beijingdong (Pekín Este) (en chino tradicional, 北京東站; en chino simplificado, 北京东站; pinyin, Běijīngdōng Zhàn) es una estación de ferrocarril situada en el Distrito de Chaoyang (Pekín). La estación se encuentra cercana al nudo de transporte Sihui.
- Datos: Q3269619
- Multimedia: Beijingdong Railway Station / Q3269619